# Raoul Walsh
Raoul Walsh (Nova York, 11 de març de 1887 – Simi Valley, Califòrnia, 31 de desembre de 1980) va ser un director de cinema estatunidenc. Al llarg de la seva trajectòria, va dirigir més d'un centenar de pel·lícules dels gèneres més diversos, encara que va destacar sobretot com a director de pel·lícules d'aventures.

## Carrera
Walsh va començar la seva carrera en el món de l'espectacle com a actor de teatre a Nova York, i ràpidament es va convertir en intèrpret cinematogràfic. El 1912 va debutar en la direcció, amb la pel·lícula Life of Villa, en la qual el revolucionari mexicà Pancho Villa es va interpretar a si mateix. Poc després dirigiria una seqüència d'altre film molt similar, La vida del general Villa; aquesta vegada, el personatge de Pancho Villa va ser interpretat per Walsh. El 1914 va començar a treballar com a assistent de D. W. Griffith, i va interpretar el paper de l'assassí de Lincoln en el clàssic El naixement d'una nació (1915). El seu treball amb Griffith va cridar l'atenció de la Fox Film Company (futura 20th Century Fox), que el va contractar aqueix mateix any. Durant la seva època en el cinema mut, Walsh solia escriure els guions de les seves pel·lícules, i sovint hi actuava també com a protagonista. Destaquen entre les seves obres d'aquesta època una de les primeres pel·lícules de gàngsters de la història del cinema, Regeneration (1915), així com la innovadora i espectacular El lladre de Bagdad, que va ser interpretada per Douglas Fairbanks i Anna May Wong i va tenir un enorme èxit.
Bastant insòlita en la seva filmografia, en general consagrada al cinema d'acció, és Evangeline (1919), basada en un poema de Longfellow, un dels pocs films de la seva producció amb pretensions artístiques i que no va tenir massa èxit de públic. Moltes de les seves pel·lícules mudes s'han perdut irremissiblement.
En els primers dies del sonor va dirigir per a la Fox el western In Old Arizona (1929), després d'haver renunciat al paper de protagonista de Cisco Kid en perdre un ull quan una llebre es va creuar en el seu camí, mentre conduïa buscant localitzacions per a la pel·lícula per les carreteres de Nevada. Poc després va dirigir, en el western The Big Trail (1930) un llavors desconegut Marion Morrison, a qui Walsh va canviar el seu nom pel de John Wayne. Va continuar treballant per a la Fox fins a 1935, i va passar després un curt període en la Paramount, fins a 1939, any en què va ser contractat per la Warner Brothers, productora en què romandria fins a 1953 i amb la qual rodaria moltes de les seves obres més recordades, entre aquestes diversos clàssics del cinema de gàngsters, com ara Els turbulents anys vint (1939) i Al roig viu (1949), ambdues protagonitzades per James Cagney, i una pel·lícula d'aventures sobre la vida del general Custer, Van morir amb les botes posades, protagonitzada per Errol Flynn.
Ja en la dècada de 1950, Walsh va dirigir dues pel·lícules d'aventures marines protagonitzades per Gregory Peck, El capità Horatio Hornblower (1951) i The World in His Arms (1952), i el clàssic del cinema de l'oest Distant Drums, 1951, que va interpretar en el paper protagonista Gary Cooper. Després d'expirar el seu contracte amb la Warner, Walsh va continuar dirigint pel·lícules, entre aquestes dues amb Clark Gable: Els implacables (1955) i Un rei per a quatre reines (1956).
Es va retirar el 1964, després de rodar el seu últim film, Una trompeta llunyana (1964). Walsh va ser un dels fundadors de l'Acadèmia de les Arts i les Ciències Cinematogràfiques. El seu germà va ser l'actor George Walsh.

## Filmografia
- The Pseudo Prodigal (1913), debut com a director
- The Life of General Villa (1914)
- Regeneration (1915)
- Carmen (1915), amb Theda Bara
- Betrayed (1917), amb Hobart Bosworth, Miriam Cooper i Monte Blue
- Evangeline (1919)
- El lladre de Bagdad (1924), produïda per l'estrela Douglas Fairbanks, i presentant Anna May Wong
- The Wanderer (1925)
- What Price Glory? (1926), el seu silent de més èxit
- The Monkey Talks (1927)
- The Loves of Carmen (1927)
- Sadie Thompson (1928), amb Gloria Swanson
- In Old Arizona (1929) va guanyar l'Oscar a la millor direcció amb Irving Cummings
- The Cock-Eyed World (1929)
- The Big Trail (1930) amb John Wayne
- The Man Who Came Back (1931) amb Janet Gaynor i Charles Farrell
- The Yellow Ticket (1931) amb Lionel Barrymore i Laurence Olivier
- Wild Girl (1932) amb Charles Farrell, Joan Bennett, Ralph Bellamy, i Eugene Pallette
- The Bowery amb Wallace Beery, George Raft, Fay Wray, i Pert Kelton
- Klondike Annie (1936) amb Mae West i Victor McLaglen
- St. Louis Blues (1939)
- Els turbulents anys vint (The Roaring Twenties) (1939) amb James Cagney i Humphrey Bogart
- Dark Command (1940) amb John Wayne, Roy Rogers, i Gabby Hayes
- La passió cega (They Drive by Night) (1940) amb George Raft, Ann Sheridan, Ida Lupino, i Humphrey Bogart
- L'últim refugi (High Sierra) (1941) amb Ida Lupino i Humphrey Bogart
- Van morir amb les botes posades (They Died with Their Boots On) (1941) amb Errol Flynn i Olivia de Havilland
- Manpower (1941) amb Edward G. Robinson, Marlene Dietrich, i George Raft
- La rossa explosiva (The Strawberry Blonde) (1941)
- Un viatge temerari (Desperate Journey) (1942) amb Errol Flynn i Ronald Reagan
- Gentleman Jim (1942) amb Errol Flynn i William Frawley
- Northern Pursuit (1943) amb Errol Flynn
- Uncertain Glory(1944) amb Errol Flynn
- Objectiu Birmània (Objective, Burma!) (1945) amb Errol Flynn
- Pursued (1947) amb Robert Mitchum i Teresa Wright
- Silver River (1948)
- Al roig viu (White Heat) (1949) amb James Cagney i Edmond O'Brien
- Colorado Territory (1949), un remake de High Sierra amb Joel McCrea, Virginia Mayo, Dorothy Malone, i Henry Hull
- Montana (1950), amb Errol Flynn
- El capità Horatio Hornblower (Captain Horatio Hornblower) (1951) amb Gregory Peck i Virginia Mayo
- Camí de la forca (Along the Great Divide) (1951)
- Distant Drums (1951), en la qual destaquen els seus efectes sonors innovadors
- El pirata Barbanegra (Blackbeard the Pirate) (1952) amb Robert Newton, Linda Darnell i William Bendix
- The World in His Arms (1952) amb Gregory Peck, Ann Blyth i Anthony Quinn
- Febre de venjança (Gun Fury) (1953), amb Donna Reed i Lee Marvin
- A Lion Is in the Streets (1953), amb James Cagney, i Lon Chaney Jr.
- The Lawless Breed (1953)
- Els diables del mar (Sea Devils) (1953)
- Saskatchewan (1954)
- Més enllà de les llàgrimes (Battle Cry) (1955)
- Els implacables (1955) amb Clark Gable i Jane Russell
- The Revolt of Mamie Stover (1956)
- Un rei per a quatre reines (1956) amb Clark Gable i Eleanor Parker
- L'esclava lliure (Band of Angels) (1957) amb Clark Gable, Yvonne De Carlo, i Sidney Poitier
- The Sheriff of Fractured Jaw (1958)
- The Naked and the Dead (1958), amb Cliff Robertson, basada en l'èxit literari de Norman Mailer.
- Esther i el rei (Esther and the King) (1960)
- Marines, Let's Go (1961)
- Una trompeta llunyana (A Distant Trumpet) (1964), darrera pel·lícula seua

Walsh també va dirigir una pel·lícula en la qual no va ser acreditat. En The Enforcer, de 1951, va substuir Bretaigne Windust quan es va posar malalt i va refusar la seua presència en els títols de crèdit.

## Curiositats
Hi ha escenes en les pel·lícules de Walsh d'esdeveniments que van passar en la seva pròpia vida i en la de la seva família: quan era un nen els seus pares treballaven amb el famós actor de Broadway Edwin Thomas Booth, germà de John Wilkes Booth, que Walsh interpretaria en El naixement d'una nació (1915); en Van morir amb les botes posades, hi ha un actor que realitza un petit paper com a sastre de la cavalleria, que bé podria haver estat una referència al pare de Walsh, que feia uniformes per a alts oficials americans (com ara el general Custer), abans d'incorporar-se a Brooks Brothers.
Com el seu contemporani Howard Hawks, Walsh era conegut per no deixar mai que els fets malbarataren una bona història. Segons Walsh, el 1942, uns quants dies després que John Barrymore havia mort, Walsh, com a acudit, treia el cos de Barrymore del tanatori i aconseguia fer seure el cos, vestir-lo elegantment en una cadira a la casa d'Errol Flynn, tot esperant que l'actor arribés a casa. Aquesta història —explicada tant per Flynn com per Walsh en les seves autobiografies—era discutida pel Gene Fowler, un amic tant de Barrymore com de Flynn. Fowler manifesta en la seva autobiografia que va passar molt de temps durant la nit que se suposava que l'acudit havia ocorregut, al costat del cos de Barrymore en el funeral.
Uns anys abans, Barrymore havia enviat una fotografia de si mateix a Walsh, amb una nota com a As You Like It: Each man in his time plays many different parts. You have played them all. Walsh va emprar part de la inscripció com a títol per a la seva autobiografia, Each man in his time publicada per Farrar, Strauss i Giroux el 1974. Leonard Maltin ha descrit el llibre com "ficció que entreté amb ocasionals fets que van ocórrer de veres".